# شريان مخي أمامي
الشريان المخي الأمامي (بالإنجليزية: Anterior cerebral artery)‏ هو زوج من الشرايين في الدماغ والتي تغذي الأطراف الداخلية من الفص الجبهي. يتفرع كلا الزوجين من شريان أكبر يدعى الشريان السباتي الباطني.
الشريان المخي الأمامي هو عبارة عن واحد من زوج من الشرايين المخية التي تزود معظم أجزاء الخط الناصف من الفصوص الجبهية والفصوص الجدارية الإنسية العليا من الدماغ بالدم المؤكسج. ينشأ الشريانان المخيان الأماميان من الشريان السباتي الباكن وهما جزء من دائرة ويليس. ترتبط الشرايين المخية الأمامية اليمنى واليسرى بالشريان المتصل الأمامي. 
تشير متلازمة الشريان المخي الأمامي إلى الأعراض التي تتبع السكتة الدماغية والتي تحدث في المنطقة التي يغذيها عادةً أحد الشرايين. تتميز بالخزل وفقد الحس في أسفل الساق والقدم في الجهة المقابلة للإصابة، بالإضافة إلى تغيرات سلوكية.

## البنية
ينقسم الشريان المخي الأمامي إلى 5 أجزاء. الأفرع الصغرى: تشكل الشرايين الثفنية (فوق الثفنية) الأجزاء A4 وA5.
- ينشأ A1 من الشريان السباتي الباطن ويمتد إلى الشريان الموصل الأمامي (AComm). تنشأ الشرايين المركزية الأمامية الإنسية (الشرايين العدسية المخططية الإنسية) من هذا الجزء وكذلك الشرايين AComm، التي تروي النواة الذنبية والطرف الأمامي للمحفظة الغائرة.
- يمتد A2 من AComm إلى التفرع الذي يشكل الشرايين الثفنية الهامشية والشرايين المحيطة بالثفني. عادةً ما ينشأ شريان هوبنر الراجع (الشريان المخطط الإنسي البعيد) الذي يروي المحفظة الغائرة في بداية هذا الجزء بالقرب من AComm. ينشأ من هذا الجزء فرعان:
  - الشريان الجبهي الحجاجي (القاعدي الجبهي الإنسي): ينشأ على مسافة صغيرة من AComm
  - الشريان الجبهي (الفصي الجبهي): ينشأ بعد الشريان الجبهي الحجاجي بالقرب من انحناء A2 فوق الجسم الثفني. يمكن أن ينشأ أيضًا من حافة الثفني.
- A3، الذي يُطلق عليه أيضًا اسم الشريان المحيط بالثفني، هو أحد الفروع النهائية الرئيسية (أو الوحيدة) للشريان المخي الأمامي. والذي يمتد خلفيًا في التلم المحيط بالثفني ليشكل الشرايين الجدارية الباطنة (العلوية والسفلية) والشريان الطللي. قد يشكل هذا الشريان مفاغرة مع الشريان المخي الخلفي.
  - الشريان الثفني الهامشي: تفرع نهائي شائع من الشريان المخي الأمامي، ويتفرع عن الشريان المحيط بالثفني. يتفرع هذا الشريان بدوره إلى الشرايين الجبهة الأنسية (الأمامية والمتوسطة والخلفية)، والشريان جانب المركزي مع ظهور الفروع الحزامية على طولها. اعتمادًا على الاختلاف التشريحي، قد يكون الشريان الهامشي الثفني غير منفصل أو غير مرئي. في الحالة الأخيرة، ستنشأ الفروع المذكورة من الشريان المحيط بالثفني. في دراسة أجريت على 76 نصف كرة مخية، كان الشريان موجودًا في 60% فقط من الحالات. تشير دراسات تصوير الأوعية الدموية إلى أنه يمكن رؤية الوعاء بنسبة 67% أو 50% من الوقت.

### التطور
يتطور الشريان المخي الأمامي من الانقسام الأمامي البدئي للشريان السباتي الباطني الذي يمد المناطق البصرية والشمية في البداية بالتروية الدموية. هذا الانقسام الأمامي، الذي يظهر في اليوم الثامن والعشرين من التطور الجنيني، يشكل أيضًا الشريان المخي الأوسط وشريان المشيمية الأمامي. تنمو الشرايين المخية الأمامية تجاه بعضها البعض وتشكل الشريان الموصل الأمامي في المرحلة 21-24 مم من التطور الجنيني.

### التباين
يُظهر الشريان المخي الأمامي درجة عالية من التباين. في دراسة أجريت باستخدام تصوير الأوعية بالرنين المغناطيسي، كان التباين الأكثر شيوعًا هو عدم تطور الجزء A1 (5.6%)، يليه وجود جزء A2 إضافي (3%). في 2% من الحالات كان هناك جزء A2 واحد فقط.

## الوظيفة
يروي الشريان المخي الأمامي جزءًا من الفص الجبهي، وتحديدًا سطحه الإنسي والحد العلوي منه. ويمد بالتروية الدموية أيضًا الأربعة أخماس الأمامية من الجزء الثفني، البنى العميقة مثل الطرف الأمامي للمحفظة الغائرة، جزء من النواة المذنبة والجزء الأمامي من الكرة الشاحبة.

## الأهمية السريرية

### الانسداد
عندما تحصل السكتات الدماغية في أجزاء الشريان قبل الاتصال الأمامي، يتطور دوران جانبي وبالتالي لا تظهر العديد من الأعراض عادةً. في حالة حدوث انسداد في الجزء A2 أو بعد ذلك، يمكن ملاحظة العلامات والأعراض التالية:
- خزل أو ضعف في القدم والساق في الجهة المقابلة من الإصابة نتيجة إصابة الجزء في القشرة الحركية المسؤول عن تحريك القدم والساق
- فقدان حسي قشري في القدم والساق في الجهة المقابلة للإصابة
- تَعَذُّرُ الأَدَاءِ بالمِشْيَةِ بحَسَبِ برنز (خلل المشية والوقوف)
- فقد الإرادة، خرس لاحركي، بطء وقلة عفوية
- سلس البول، والذي يحصل عادةً في المرحلة الحادة من الإصابة ثنائية الجانب
- منعكسات إطلاق الجبهي: منعكس القبض في الجهة المقابلة، منعكس المص، صمل نظير التوتري.

## معرض صور

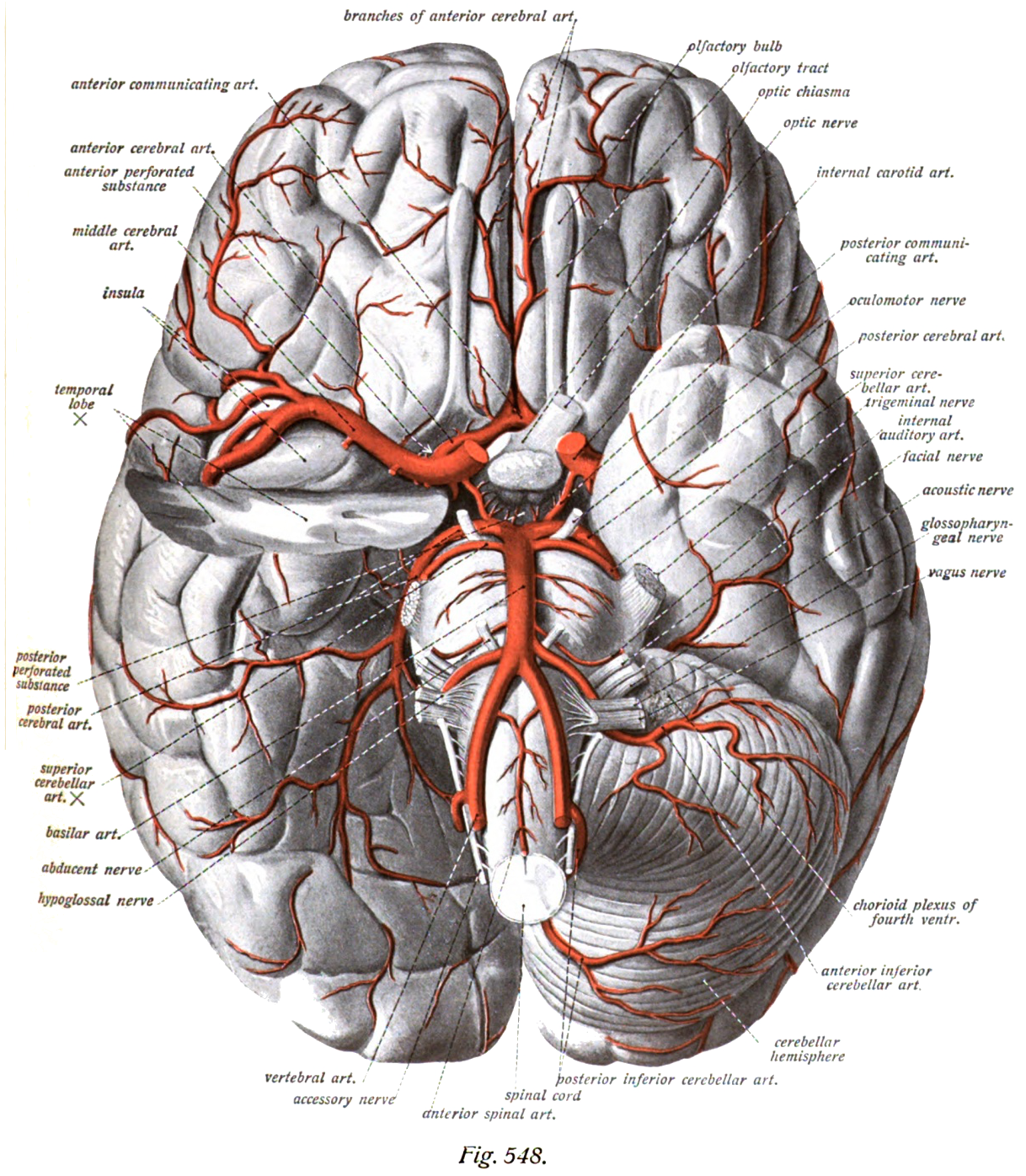
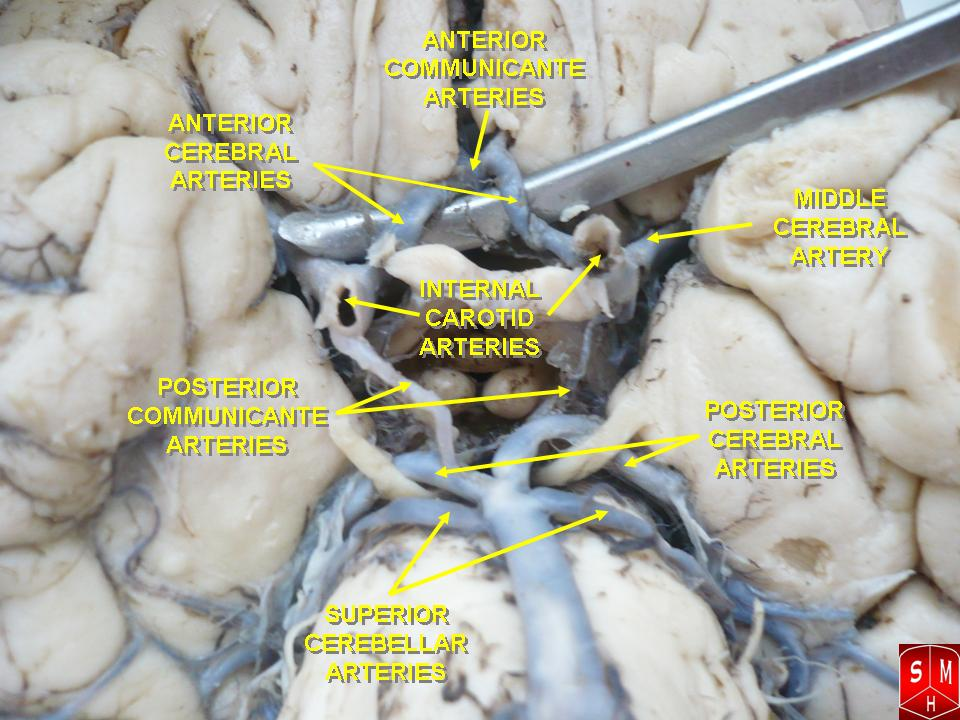